# Beornred
Beornred ou Beornræd est brièvement roi de Mercie en 757.

## Biographie
En 757, Æthelbald, qui règne sur la Mercie depuis 716, est assassiné par ses propres gardes du corps. La Chronique anglo-saxonne rapporte que Beornred lui succède, mais que son règne est bref et malheureux. Avant la fin de l'année, Beornred est chassé du pouvoir par Offa, peut-être grâce au soutien des Hwicce.
Sa date de décès est inconnue, de même que ses liens de famille. Il pourrait être apparenté aux autres rois dont le nom commence par un B qui règnent au siècle suivant : Beornwulf (823-825), Beorhtwulf (840-852) et Burgred (852-874).